# Sojek
Sojek je naselje u slovenskoj Općini Slovenskim Konjicama. Sojek se nalazi u pokrajini Štajerskoj i statističkoj regiji Savinjskoj. 

## Stanovništvo
Prema popisu stanovništva iz 2002. godine naselje je imalo 94 stanovnika.